# 東飯能站
東飯能站（日语：／ Higashi-Hannō eki */?）是一個位於埼玉縣飯能市東町，屬於東日本旅客鐵道（JR東日本）和西武鐵道的鐵路車站。
此站是JR東日本的八高線與西武鐵道的池袋線直通運行的轉乘站。

## 歷史
- 1931年（昭和6年）12月10日 - 開業。國有鐵道（後的JR）八高南線 八王子－此站段開業的同時，相鄰的武藏野鐵道（現在的西武池袋線前身）飯能－高麗段的武藏野鐵道車站開業。八高南線開業時此站為終點站。
- 1933年（昭和8年）4月15日 - 八高南線此站－越生站段開業，成為中途站。
- 1934年（昭和9年）10月6日 - 八高南線改稱八高線。（八高線全通）
- 1976年（昭和51年）7月21日 - 國鐵車站停止處理貨物。
- 1987年（昭和62年）4月1日 - 伴隨國鐵分割民營化，八高線的車站由JR東日本繼承。
- 1996年（平成8年）3月16日 - 八高線八王子－高麗川段電氣化。
- 1999年（平成11年）2月10日 - 開始使用跨站式站房。同時JR與西武的閘口分離。
- 2000年（平成12年）10月6日 - 東西自由通路開通與東口開設。車站大樓的丸廣百貨店（日语：丸広百貨店）東飯能店開店。但是同店於2006年4月30日因銷售低迷而閉店。
- 2001年（平成13年）11月18日 - 開始可以使用JR東日本的IC卡「Suica」。
- 2007年（平成19年）3月18日 - 開始可以使用西武鐵道的IC卡「PASMO」。
- 2009年（平成21年）9月11日 - 車站大樓移動到丸廣百貨店飯能店（日语：丸広百貨店飯能店）。
- 2015年（平成27年）12月23日 - 指定席售票機開始使用。
- 2016年（平成28年）2月29日 - 綠窗口停止營業。

## 構造

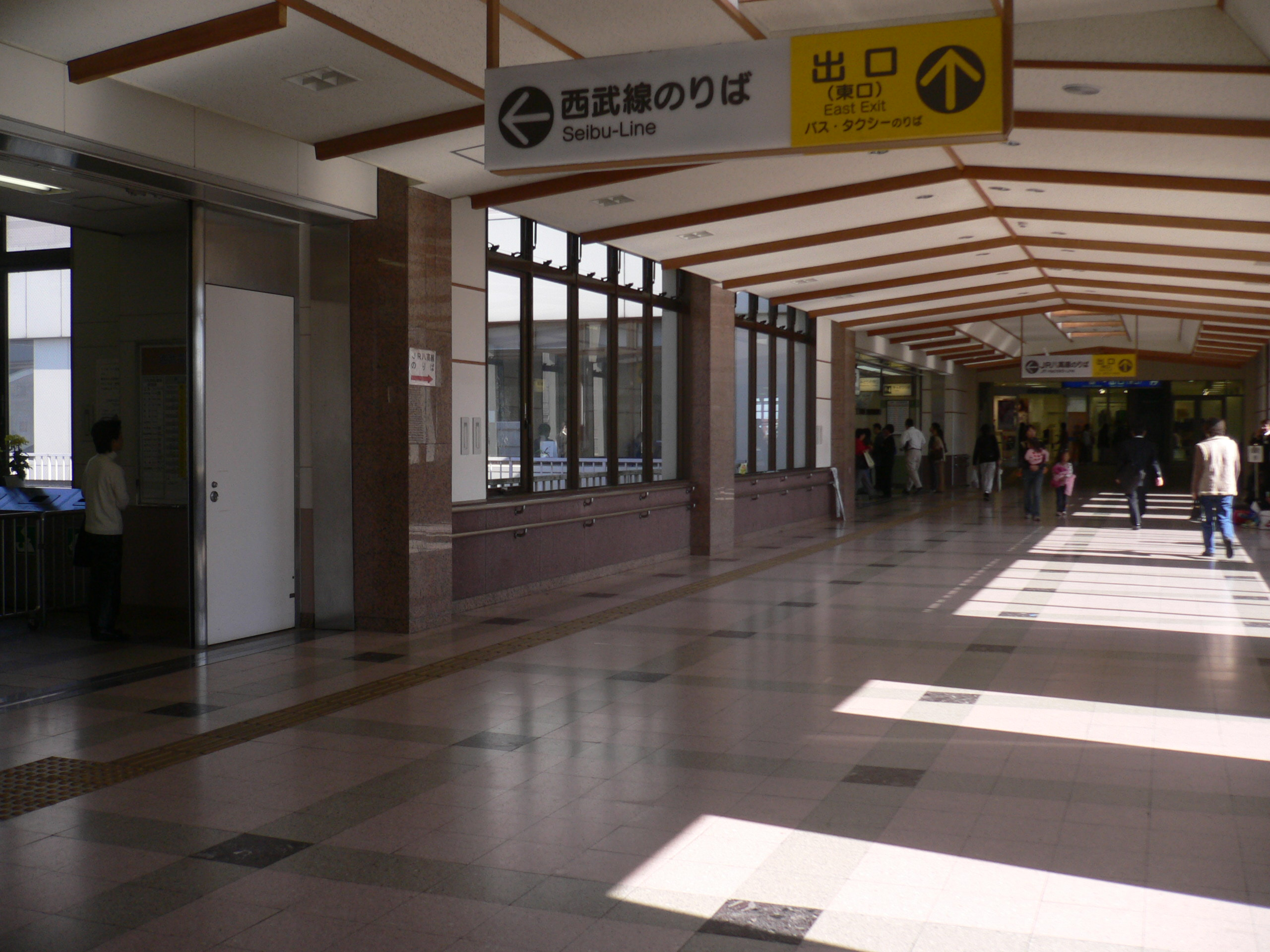
自由通路（2005年11月）

西武鐵道、JR東日本各設有跨站式站房，兩間公司的閘口是分開的，以自由通路聯絡。西武線與八高線的月台編號是共用的。
兩間公司都設置了無障礙設施如多機能廁所、升降機、扶手電梯等。
改為跨站式站房前閘口是共用的，西口側設有西武鐵道管理的站舍，東口側設有出入口。站舍與西武線月台直結，西武線與八高線的月台以地下通道聯絡。

### JR東日本
島式月台1面2線的地面車站。業務委託站，由高麗川站管理此站。3號軌道側設有待避線。貨物列車運行當時，此處為旅客列車優先通過時貨物列車待避的位置。
2、3號月台兩方向都設有出發信號機，緊急時可在此站折返。
2015年12月23日設立了指定席售票機，綠窗口於2016年2月29日停止營業。

#### 月台配置

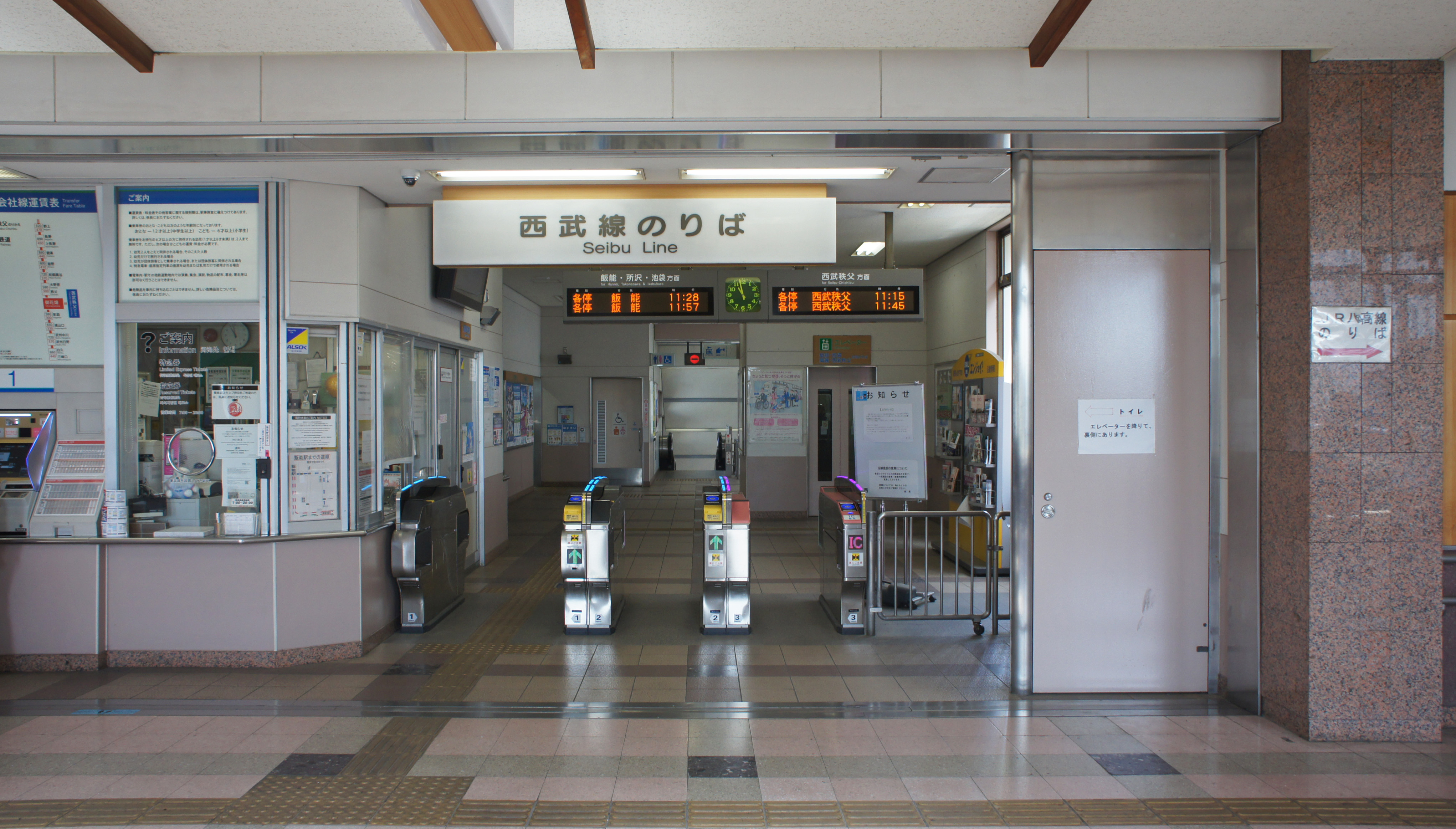
閘口（2021年4月）
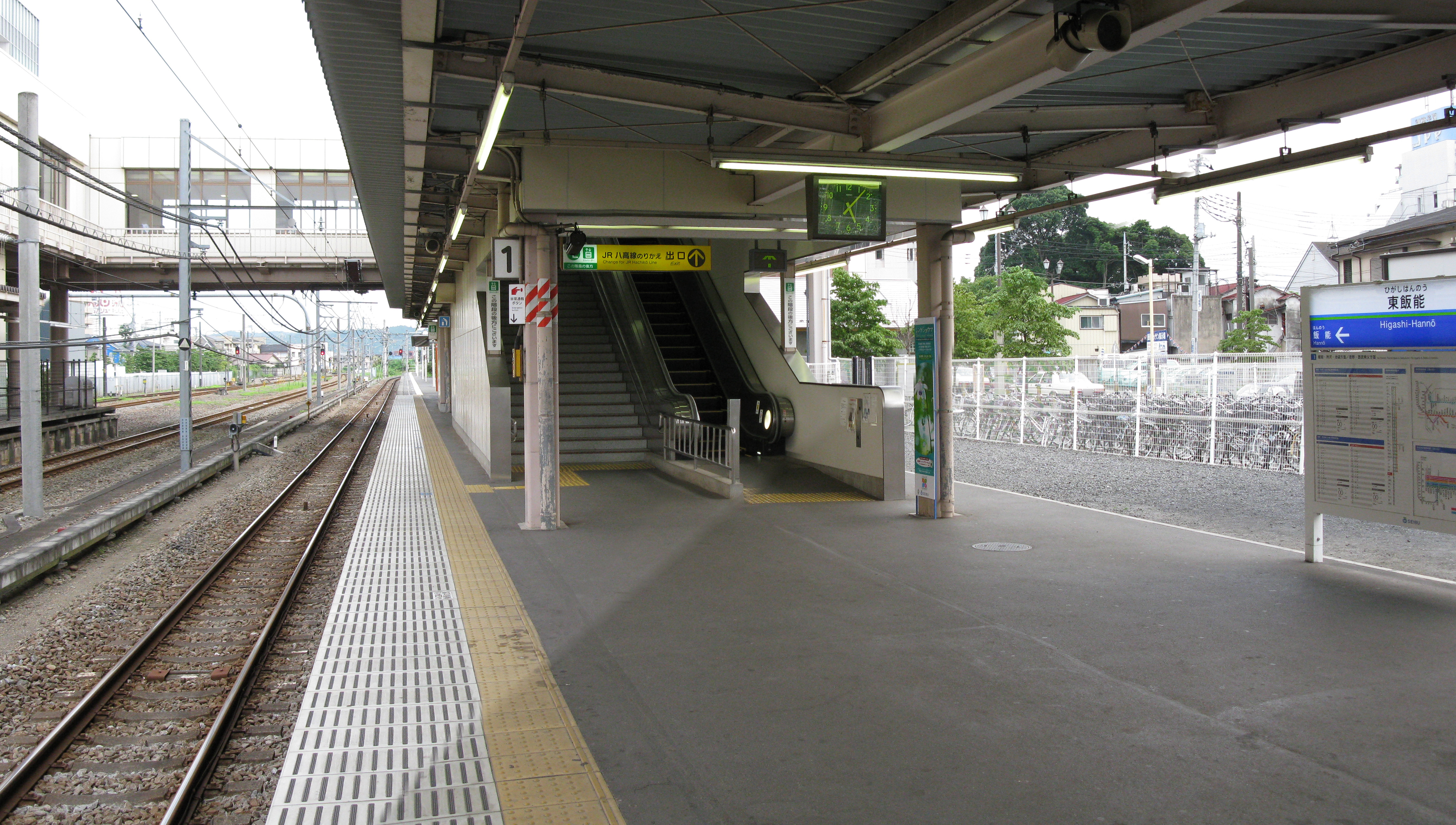
月台（2009年8月）

| 月台 | 路線            | 目的地                       | 備註                           |
| ---- | --------------- | ---------------------------- | ------------------------------ |
| 2    | ■八高線、川越線 | 小川町、高崎、川越、大宮方向 | 小川町、高崎方向需在高麗川轉乘 |
| 3    | ■八高線         | 拜島、八王子方向             |                                |

（來源：JR東日本:車站構內圖 （页面存档备份，存于））

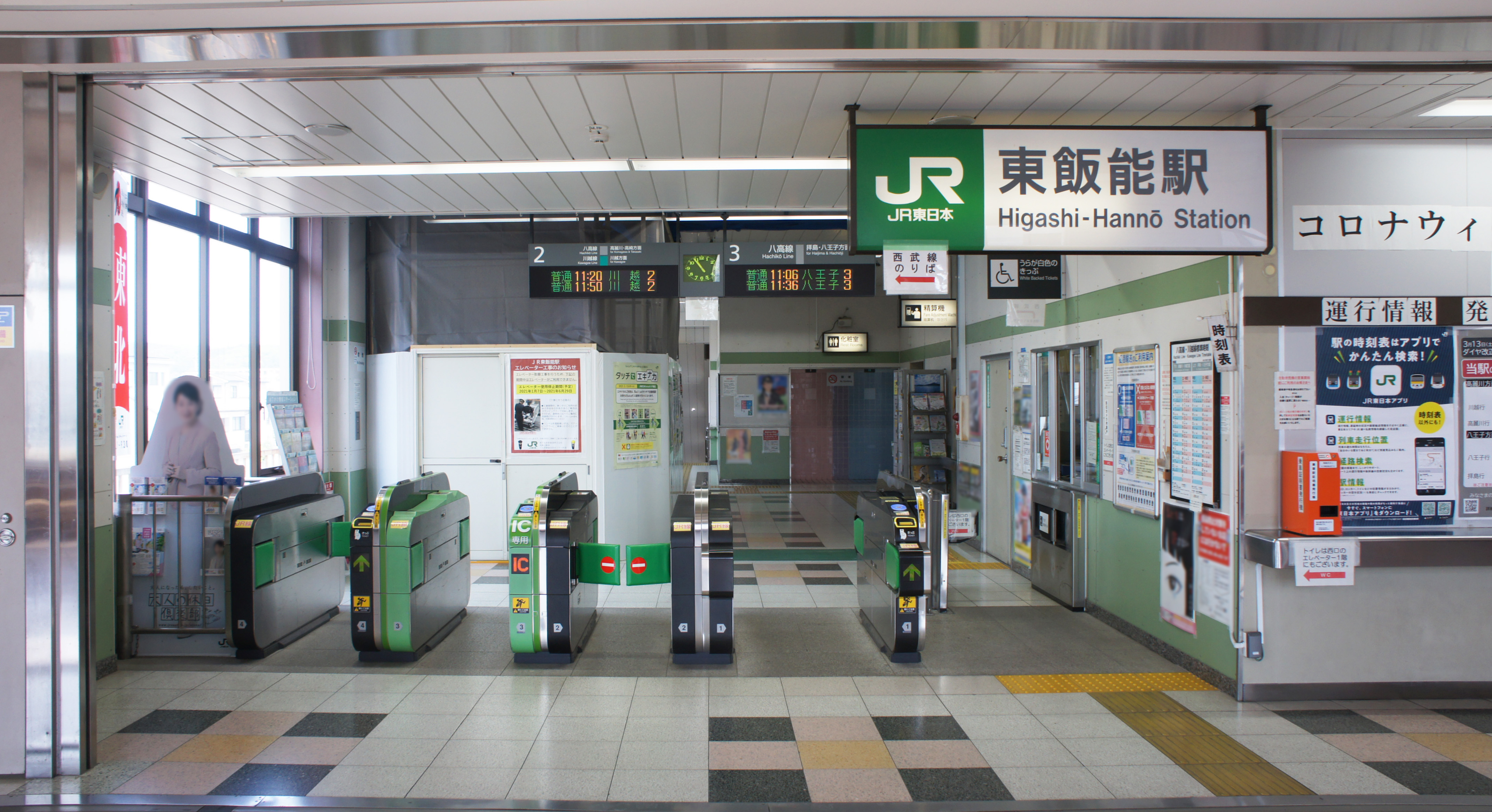
閘口（2021年4月）
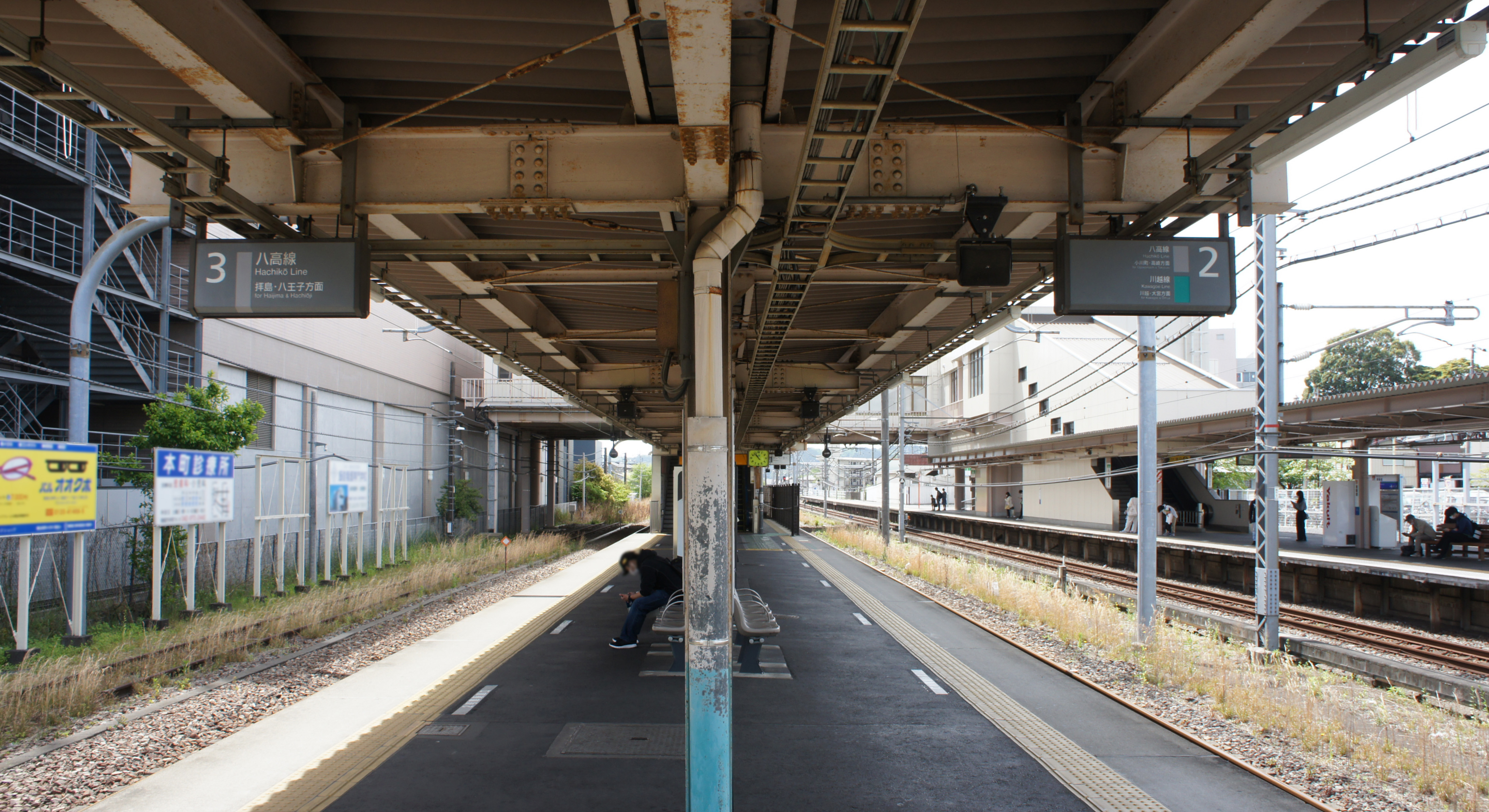
月台（2021年4月）

### 西武鐵道
側式月台1面1線的地面車站，月台有效長度為10節編組。車站編號為SI27。
2008年10月10日開始使用候車室。

#### 月台配置
| 月台 | 路線   | 方向 | 目的地               |
| ---- | ------ | ---- | -------------------- |
| 1    | 池袋線 | 上行 | 飯能、所澤、池袋方向 |
| 1    | 池袋線 | 下行 | 吾野、西武秩父方向   |

（來源：西武鐵道:車站構內圖 （页面存档备份，存于））
- 閘口（2021年4月）
- 月台（2009年8月）

#### 飯能短絡線（未成線）
相鄰的飯能站採用折返形構造，池袋方向與西武秩父方向的直通運行列車需在該站進行方向轉換，作為解除策略有計劃在此站與笠縫信號所（元加治站－飯能站之間，已廢除）之間興建聯絡線（飯能短絡線）。
但是現時機關車所需要的貨物列車已廢除，折返的障礙已經減輕，以至工程無限期處於休止狀態。

## 使用情況
- JR東日本 - 2019年度1日平均上車人次為5,751人[利用客数 1]。
近年大約有趨平的傾向。
- 西武鐵道 - 2016年度1日平均上下車人次為5,563人[利用客数 2]。
西武鐵道所有92個車站中排行第79位。轉乘站比一站之鄰（池袋方向）的飯能站還少。

### 各年度1日平均上下車人次
各年度1日平均上下車人次如下表（只限西武鐵道）。
| 年度               | 西武鐵道           | 西武鐵道 |
| 年度               | 1日平均 上下車人次 | 增長率   |
| ------------------ | ------------------ | -------- |
| 1997年（平成09年） | 4,628              |          |
| 1998年（平成10年） | 4,476              | -3.3%    |
| 1999年（平成11年） | 4,594              | 2.6%     |
| 2000年（平成12年） | 4,670              | 1.7%     |
| 2001年（平成13年） | 4,839              | 3.6%     |
| 2002年（平成14年） | 4,851              | 0.2%     |
| 2003年（平成15年） | 4,868              | 0.4%     |
| 2004年（平成16年） | 4,929              | 1.3%     |
| 2005年（平成17年） | 5,096              | 3.4%     |
| 2006年（平成18年） | 4,841              | -5.0%    |
| 2007年（平成19年） | 4,946              | 2.2%     |
| 2008年（平成20年） | 5,174              | 4.6%     |
| 2009年（平成21年） | 5,305              | 2.5%     |
| 2010年（平成22年） | 5,351              | 0.9%     |
| 2011年（平成23年） | 5,213              | -2.6%    |
| 2012年（平成24年） | 5,338              | 2.4%     |
| 2013年（平成25年） | 5,478              | 2.6%     |
| 2014年（平成26年） | 5,455              | -0.4%    |
| 2015年（平成27年） | 5,491              | 0.7%     |
| 2016年（平成28年） | 5,563              | 1.3%     |
| 2017年（平成29年） | 5,648              | 1.5%     |
| 2018年（平成30年） | 5,681              | 0.6%     |
| 2019年（令和元年） | 5,651              | −0.5%    |

### 各年度1日平均上車人次
各年度1日平均上車人次如下表。
| 年度               | JR東日本 | 西武鐵道 | 來源              |
| ------------------ | -------- | -------- | ----------------- |
| 1990年（平成02年） | 4,234    | 2,299    |                   |
| 1991年（平成03年） | 4,478    | 2,353    |                   |
| 1992年（平成04年） | 4,549    | 2,309    |                   |
| 1993年（平成05年） | 4,696    | 2,226    |                   |
| 1994年（平成06年） | 4,758    | 2,170    |                   |
| 1995年（平成07年） | 4,821    | 2,129    |                   |
| 1996年（平成08年） | 5,365    | 2,176    |                   |
| 1997年（平成09年） | 5,513    | 2,172    |                   |
| 1998年（平成10年） | 5,873    | 2,139    |                   |
| 1999年（平成11年） | 6,004    | 2,287    | [ 埼玉県統計 1 ]  |
| 2000年（平成12年） | 6,080    | 2,361    | [ 埼玉県統計 2 ]  |
| 2001年（平成13年） | 6,016    | 2,479    | [ 埼玉県統計 3 ]  |
| 2002年（平成14年） | 5,970    | 2,486    | [ 埼玉県統計 4 ]  |
| 2003年（平成15年） | 5,822    | 2,507    | [ 埼玉県統計 5 ]  |
| 2004年（平成16年） | 5,883    | 2,544    | [ 埼玉県統計 6 ]  |
| 2005年（平成17年） | 5,944    | 2,622    | [ 埼玉県統計 7 ]  |
| 2006年（平成18年） | 5,842    | 2,469    | [ 埼玉県統計 8 ]  |
| 2007年（平成19年） | 5,780    | 2,504    | [ 埼玉県統計 9 ]  |
| 2008年（平成20年） | 5,810    | 2,618    | [ 埼玉県統計 10 ] |
| 2009年（平成21年） | 5,733    | 2,679    | [ 埼玉県統計 11 ] |
| 2010年（平成22年） | 5,599    | 2,639    | [ 埼玉県統計 12 ] |
| 2011年（平成23年） | 5,422    | 2,555    | [ 埼玉県統計 13 ] |
| 2012年（平成24年） | 5,505    | 2,623    | [ 埼玉県統計 14 ] |
| 2013年（平成25年） | 5,583    | 2,706    | [ 埼玉県統計 15 ] |
| 2014年（平成26年） | 5,540    | 2,689    | [ 埼玉県統計 16 ] |
| 2015年（平成27年） | 5,694    | 2,715    | [ 埼玉県統計 17 ] |
| 2016年（平成28年） | 5,661    | 2,750    | [ 埼玉県統計 18 ] |
| 2017年（平成29年） | 5,669    | 2,785    | [ 埼玉県統計 19 ] |
| 2018年（平成30年） | 5,678    | 2,804    | [ 埼玉県統計 20 ] |
| 2019年（令和元年） | 5,751    |          |                   |

## 相鄰車站
東日本旅客鐵道
■八高線
金子－東飯能－高麗川
 西武鐵道

 池袋線
■快速急行、■急行、■各駅停車（急行只限上行運行）
飯能（SI26）－東飯能（SI27）－（北飯能信號場）－（武藏丘信號場）－高麗（SI28）

## 外部連結
- 車站資訊（東飯能）：東日本旅客鐵道（日語）
- 東飯能 - 西武鐵道（日語）